# Без трећег
„Без трећег“ је југословенски ТВ филм из 1968. године. Режирао га је Миленко Маричић, а сценарио су писали Милан Беговић и Миленко Маричић

## Улоге
| Глумац        | Улога |
| ------------- | ----- |
| Бранко Плеша  | Марко |
| Милена Дравић | Гига  |